# Spirostreptus gregorius
Spirostreptus gregorius är en mångfotingart som beskrevs av Carl Graf Attems 1914. Spirostreptus gregorius ingår i släktet Spirostreptus och familjen Spirostreptidae. Inga underarter finns listade i Catalogue of Life.